# Piotr Skrobowski
Piotr Skrobowski (Krakkó, 1961. október 16. –) világbajnoki bronzérmes lengyel labdarúgó, hátvéd.

## Pályafutása

### Klubcsapatban
1975 és 1977 között a Clepardia Kraków, 1977 és 1985 között a Wisła Kraków, 1985 és 1988 között a Lech Poznań labdarúgója volt. A Lech-hel egy lengyel kupagyőzelmet ért el. 1988 és 1990 között az Olimpia Poznań csapatában szerepelt. 1990 és 1992 között a svéd Hammarby játékosa volt.

### A válogatottban
1980 és 1984 között 15 alkalommal szerepelt a lengyel válogatottban. Az 1982-es spanyolországi világbajnokságon bronzérmet szerzett ez együttessel.

## Sikerei, díjai
Lengyelország
- Világbajnokság
  - bronzérmes: 1982, Spanyolország

 Lech Poznań
- Lengyel kupa
  - győztes: 1988